# La Biblia del Siglo de Oro
La Biblia del Siglo de Oro es una edición de la Biblia en español, publicada por la Sociedad Bíblica de España y presentada por la Biblioteca Nacional y su traductor principal, Ricardo Moraleja Ortega, el 16 de junio de 2009, con ocasión del 440 aniversario de la publicación en 1569 de la llamada Biblia del Oso.

## Particularidades de esta edición
La Biblia del Siglo de Oro, contó con varios prefacios en lo relativo a la Biblia del Oso y la Biblia del Cántaro, con la participación de:
Ricardo Moraleja Ortega: 
Del Departamento de traducciones de la Sociedad Bíblica Española, "Casiodoro de Reina y Cipriano de Valera. (Dos vidas al servicio de la Palabra)".
Luis N. Rivera Pagán: 
Profesor emérito en "Teología Ecumenica", Seminario Teológico de Princeton, "La Biblia Reina-Valera (1569-1602) y la cultura española".
Plutarco Bonilla Acosta: 
Consultor jubilados de las traducciones de las Sociedades Bíblicas Unidas, "La Biblia y el Quijote. (Breves apuntes para un estudio)".
Samuel Escobar Aguirre: 
Presidente Honorario de las Sociedades Bíblicas Unidas. Catedrático de Misionología en el Seminario Teológico de Pennsylvania, "Los mudos hablan... y en buen castellano. (La Biblia Reina-Valera en la difusión de la fe evangélica de habla castellana)".
José Manuel Sánchez Caro: Catedrático de Sagrada Escritura en la Universidad Pontificia de Salamanca, "Un lector Católico lee la Biblia Reina-Valera".
Gabino Fernández Campos: Historiador y director del Centro de Estudios de la Reforma, "La Biblia Reina-Valera en la historia del Protestantismo de habla castellana".

## Los libros Deuterocanónicos
Esta edición de la Biblia Reina-Valera, contó con los siete libros que normalmente no son editados para los Protestantes, salvo por la edición de la Biblia Dios Habla Hoy, entre otras. Siendo los libros de Tobías, Judit, Adiciones de Ester, Sabiduría de Salomón, Sabiduría de Jesús ben Sirá, Baruc (con la Carta de Jeremías), Adiciones de Daniel, I Macabeos y II Macabeos. Con la excepción de los libros hallados solamente en versiones de la Biblia de las Iglesias ortodoxas, como lo son: III Esdras, Apocalipsis de Esdras, III Macabeos, IV Macabeos, Salmo 151 y La Oración de Manasés.